# Abraham Govaerts

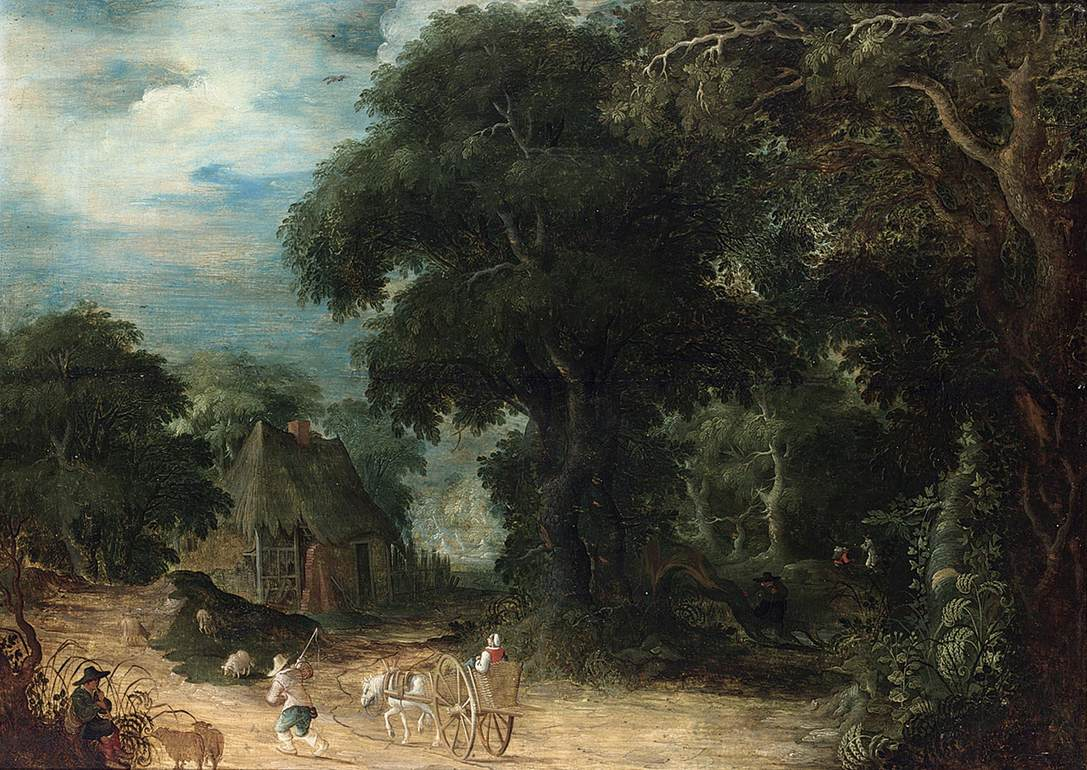
Paesaggio boscoso

Abraham Govaerts o Abraham Goevaerts o Abraham Gouvaert (Anversa, 30 agosto 1589 (battezzato) – Anversa, 9 settembre 1626) è stato un pittore e disegnatore fiammingo specializzato in pittura paesaggistica.

## Biografia

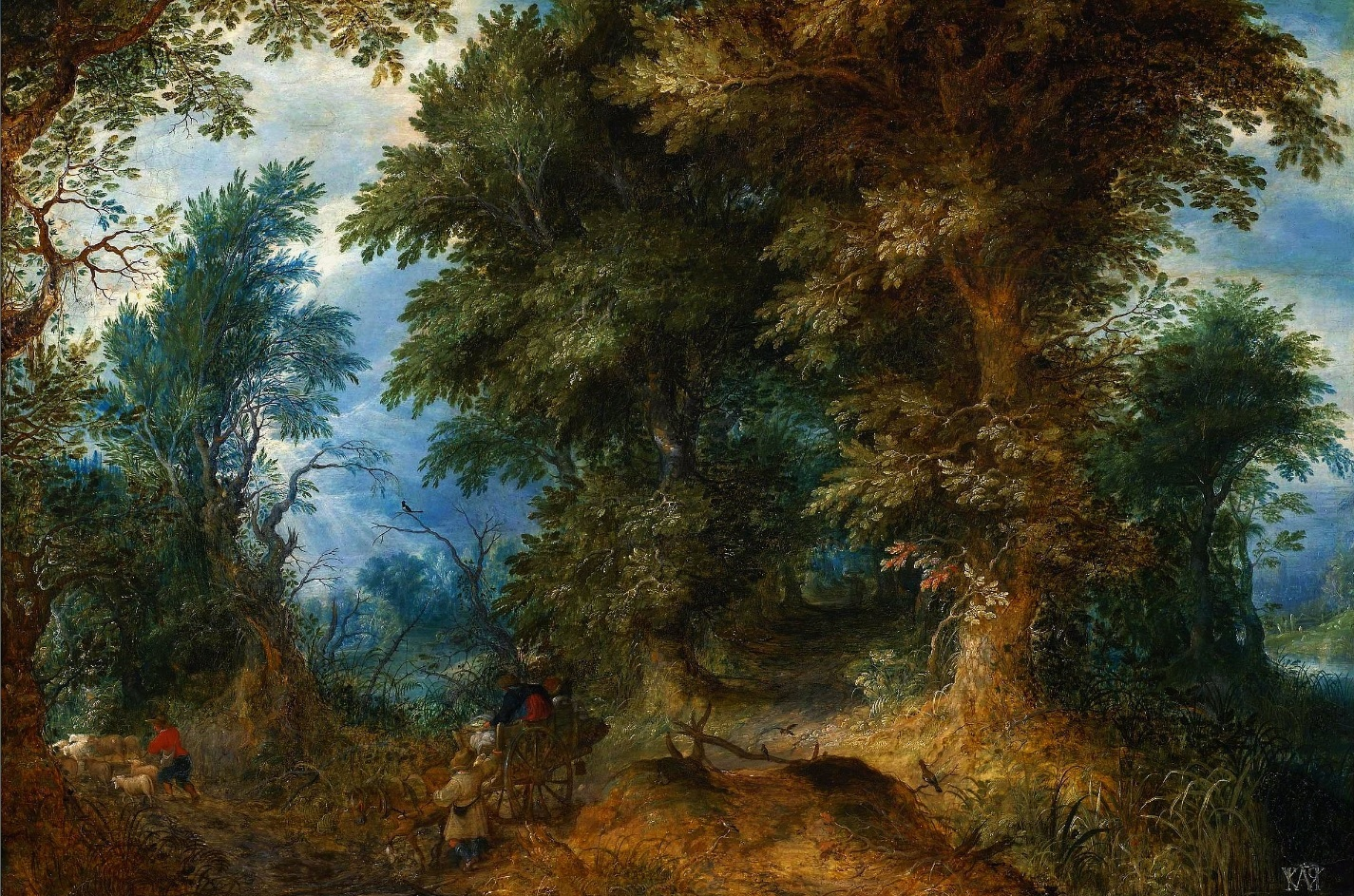
Paesaggio boscoso

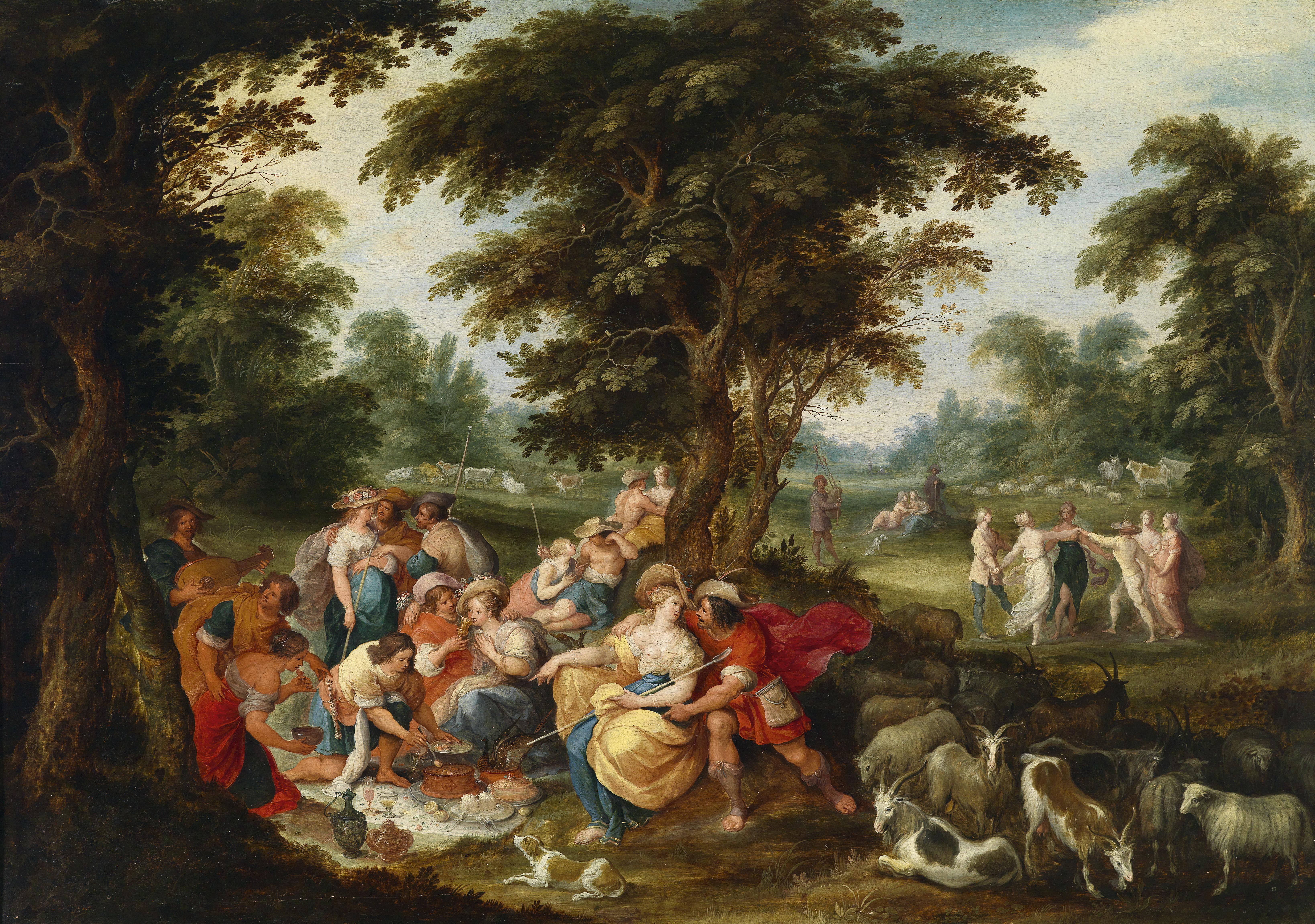
L'età dell'oro

Era figlio di Elisabeth Yselstein e Willem Govaerts, mercante di stoffe di seconda mano e di dipinti.
Operò principalmente ad Anversa tra il 1607 e il 1626. Nel 1067 aderì alla locale Corporazione di San Luca e nel 1623 ne divenne il decano. Nel 1609 acquistò due case in St Jansstraat, presso l'abitazione dei suoi genitori. 
Sposò Isabella Gielis il 9 febbraio 1622 e da lei ebbe due figlie, Isabella e Suzanna.
Dipinse soprattutto paesaggi boscosi minuziosamente accurati, sia reali che immaginari, e arricchiti da dettagli esotici, architetture e nature morte con fiori. Il suo stile di rifà, soprattutto a partire dal 1620, a quello di Jan Brueghel il Vecchio, di cui fu un vero e proprio seguace, e di Gillis van Coninxloo. Collaborò con altri pittori, come Ambrosius Francken I, Ambrosius Francken II, Frans Francken II, Hieronymus Francken II, Hans Jordaens III, Hendrick de Clerck e Jasper van der Lanen, che inserivano le figure nei suoi paesaggi, figure non solo tratte dalla vita quotidiana, ma anche dalla mitologia e dalla religione. Jasper van der Lanen, inoltre, terminò i dipinti rimasti incompiuti alla morte del Govaerts.
Furono suoi allievi Hans Groenrijs (1617), Andries van den Bogaerde (1619-1620), Nicolaes Aertsens, Alexander Keirinckx, Gysbrecht van den Berch e Frans Snyders (1623-1624).
Suoi dipinti si possono trovare nei musei d'Anversa, Bruxelles, L'Aia, Bordeaux e Douai.

### Dipinti
- Paesaggio boscoso con Diana che si riposa, 1614[6]
- Il riposo durante la fuga in Egitto, olio su tela montata su tavola, 1620, Collezione privata[7]
- Venere e Adone in un paesaggio boscoso, olio su rame posto su pannello, 39 x 54,5 cm, 1620, Collezione privata[5]
- Paesaggio boscoso, olio su tavola, 37 × 51 cm, Collezione privata
- L'età dell'oro, olio su tavola, 72,7 × 104,4 cm, in collaborazione con Frans Francken II, Hans Jordaens III, Ambrosius Francken II e Alexander Keirinckx
- Il giudizio di Mida, olio su rame, 28 x 55 cm, Collezione privata[8]
- Paesaggio con Diana che riceve la testa di un cinghiale, olio su tavola, 49 x 64 cm, Národní Galerie, Praga[9]
- Paesaggio boscoso con contadini presso una fattoria, olio su tavola, 67 x 52 cm, Collezione privata[10]
- Paesaggio con la Vergine e il Bambino, dipinto, Museo di belle arti, Lione, in collaborazione con Frans Francken II[11]
- Paesaggio con Diana e le sue ninfe, olio su rame, 32 x 40,8 cm[12]